# Józef Maria Cassant
Marie-Joseph Cassant (ur. 6 marca 1878 w departamencie Lot i Garonna, zm. 17 czerwca 1903 w Bellegarde-Sainte-Marie) – trapista, francuski Błogosławiony Kościoła katolickiego.

## Życiorys
Józef Cassant urodził się 6 marca 1878 roku w departamencie Lot i Garonna w południowej Francji. Uczył się w szkole katolickiej w Casseneuil. Mając 16 lat wstąpił do klasztoru trapistów. 24 maja 1900 złożył śluby wieczyste, a 12 października 1902 przyjął święcenia kapłańskie. W tym czasie okazało się, że jest chory na gruźlicę, która postępowała bardzo szybko. Powrócił do domu rodzinnego, gdzie przebywał 7 tygodni, a następnie z powrotem udał się do klasztoru. Zmarł 17 czerwca 1903 roku w opinii świętości w klasztorze w Sainte-Marie du Desert.
Został beatyfikowany przez Jana Pawła II dnia 3 września 2004.